# Équipe d'Italie féminine de water-polo
L'équipe d’Italie de water-polo féminin est une sélection nationale féminine représentant l'Italie dans les compétitions internationales de water-polo. Elle est gérée par la Federazione Italiana Nuoto.

## Palmarès international
- 1 titre olympique
- 2 titre de champion du monde
- 5 titres de champion d'Europe

## Performances dans les compétitions internationales

### Jeux olympiques
- 2000 : n'a pas participé
- 2004 :  Médaille d'or
- 2008 : 6e place
- 2012 : 7e place
- 2016 :  Médaille d'argent
- 2020 : n'a pas participé
- 2024 : 6e place

### Championnats du monde
- 1986 : n'a pas participé
- 1991 : n'a pas participé
- 1994 :  Médaille de bronze
- 1998 :  Médaille d'or
- 2001 :  Médaille d'or
- 2003 :  Médaille d'argent
- 2005 : 7e place
- 2007 : 5e place
- 2009 : 9e place
- 2011 : 4e place
- 2013 : 10e place
- 2015 :  Médaille de bronze
- 2017 : 6e place
- 2019 : 6e place
- 2022 : 4e place
- 2023 :  Médaille de bronze

### Ligue mondiale
- 2004 :  Médaille de bronze
- 2005 : 8e place
- 2006 :  Médaille d'argent
- 2007 : n'a pas participé
- 2009 : 8e place
- 2010 : n'a pas participé
- 2011 :  Médaille d'argent
- 2012 : 8e place
- 2013 : 6e place
- 2014 :  Médaille d'argent
- 2015 : 7e place
- 2016 : 5e place
- 2017 : n'a pas participé
- 2018 : n'a pas participé
- 2019 :  Médaille d'argent
- 2021 : n'a pas participé
- 2022 : 5e place

### Coupe du monde
- 1979 : n'a pas participé
- 1980 : n'a pas participé
- 1981 : n'a pas participé
- 1983 : n'a pas participé
- 1984 : n'a pas participé
- 1988 : n'a pas participé
- 1989 : 8e place
- 1991 : 5e place
- 1993 :  Médaille d'argent
- 1995 : 5e place
- 1997 : 4e place
- 1999 :  Médaille de bronze
- 2002 : 5e place
- 2006 :  Médaille d'argent
- 2010 : n'a pas participé
- 2014 : n'a pas participé
- 2018 : n'a pas participé
- 2023 : 6e place

### Championnats d'Europe
- 1985 : n'a pas participé
- 1987 : n'a pas participé
- 1989 : 4e place
- 1991 :  Médaille de bronze
- 1993 : 4e place
- 1995 :  Médaille d'or
- 1997 :  Médaille d'or
- 1999 :  Médaille d'or
- 2001 :  Médaille d'argent
- 2003 :  Médaille d'or
- 2006 :  Médaille d'argent
- 2008 : 4e place
- 2010 : 4e place
- 2012 :  Médaille d'or
- 2014 : 4e place
- 2016 :  Médaille de bronze
- 2018 : 6e place
- 2020 : 5e place
- 2022 :  Médaille de bronze
- 2024 : 4e place